# Melitaea catoprotea
Melitaea catoprotea är en fjärilsart som beskrevs av Ruggero Verity 1929. Melitaea catoprotea ingår i släktet Melitaea och familjen praktfjärilar. Inga underarter finns listade i Catalogue of Life.